# Red Poll
Pour les articles homonymes, voir Poll.
La red poll est une race bovine britannique.

## Origine
Elle appartient au rameau sans cornes. Elle provient de la région des comtés de Suffolk et de Norfolk. Une race existait dans chacun des comtés, portant les noms de norfolk red et suffolk dun. Elles ont été fusionnées au XIXe siècle pour former la race red poll. Elle était renommée pour la qualité de son lait et de sa viande. Aujourd'hui, elle n'est élevée que pour sa production bouchère. Elle a été introduite aux États-Unis en 1873 et les éleveurs y sont fédérés depuis 1883.

## Morphologie

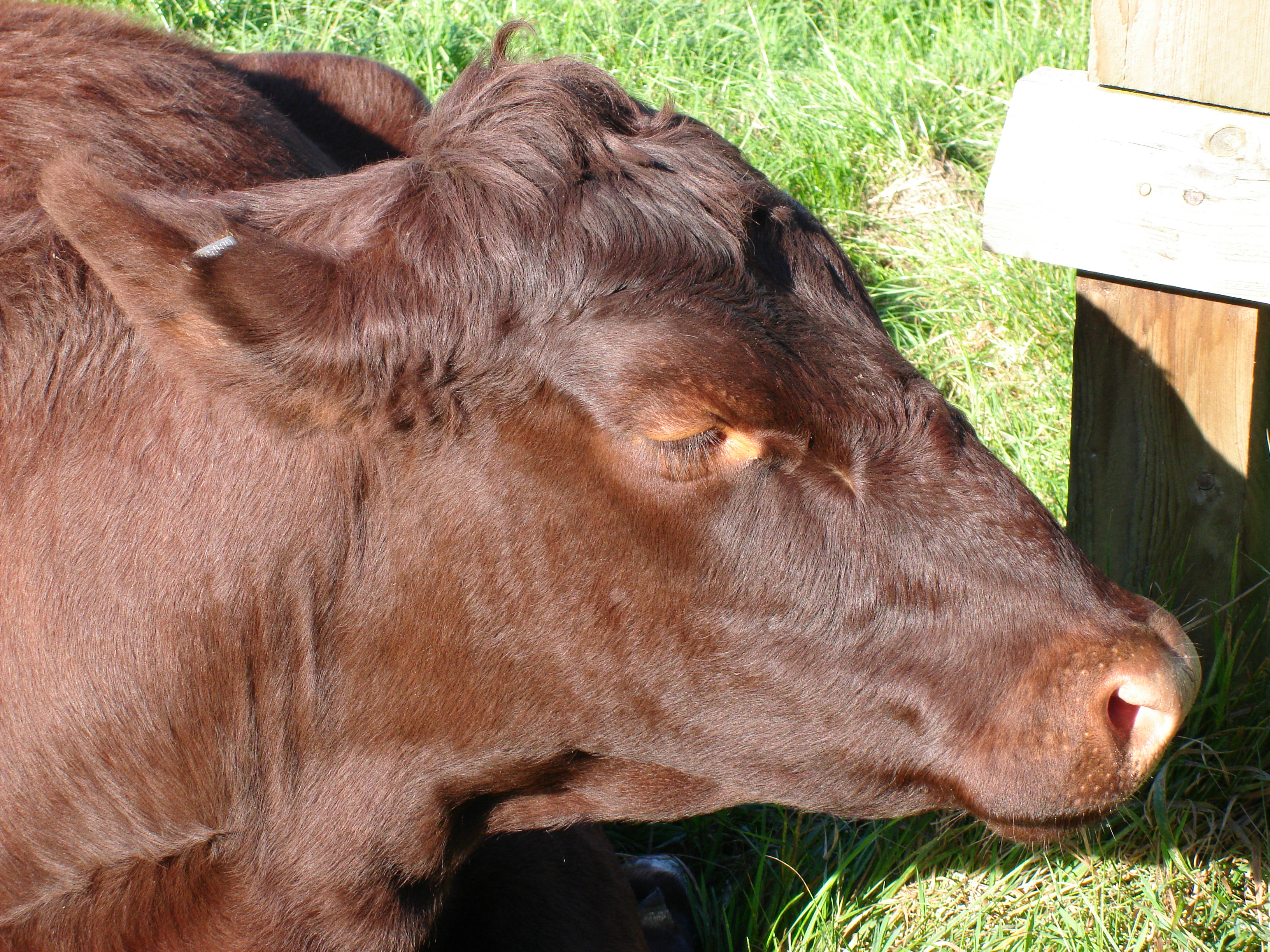

Elle porte une robe rouge sombre, allant de l'acajou au noir. Les muqueuses sont claires (couleur chair) et les deux sexes sont sans cornes. C'est une race de taille moyenne. Elle pèse de 500-700 kg chez la vache à 850-950 kg chez le taureau.

## Aptitudes
C'est une ancienne race mixte devenue exclusivement bouchère. 
Ses qualités sont nombreuses: mères attentionnées, fertilité, facilité de vêlage, croissance rapide, aptitude à la recherche de fourrage. Elle est docile et sa facilité à être manipulée la rend intéressante pour les petits élevages. C'est une race qui "marque" sa descendance. Elle est ainsi utilisée pour améliorer les races locales ou créer de nouvelles races comme la senepol.